# Němčice (Kroměříži járás)
Němčice település Csehországban, Kroměříži járásban. Němčice Stará Ves, Kostelec u Holešova, Pravčice, Hulín, Holešov, Rymice és Břest településekkel határos. Lakosainak száma 373 fő (2024. január 1.).

## Népesség
A település lakosságának változását az alábbi diagram mutatja:
| Lakosok száma | 359  | 439  | 494  | 406  | 407  | 366  | 357  | 348  | 366  | 373  |
|               | 1869 | 1890 | 1921 | 1950 | 1980 | 2001 | 2017 | 2019 | 2022 | 2024 |